# Cloyes-sur-le-Loir
Cloyes-sur-le-Loir est une ancienne commune française située dans le département d'Eure-et-Loir en région Centre-Val de Loire et se trouve à la fois à la porte du Perche au Nord et de la Beauce au Sud.
Depuis le 1er janvier 2017, Cloyes-sur-le-Loir est intégrée à la commune nouvelle de Cloyes-les-Trois-Rivières dont elle devient le chef-lieu, avec statut de commune déléguée. Elle fait partie du réseau Village étape depuis 2017.

## Géographie

### Situation

Situation géographique
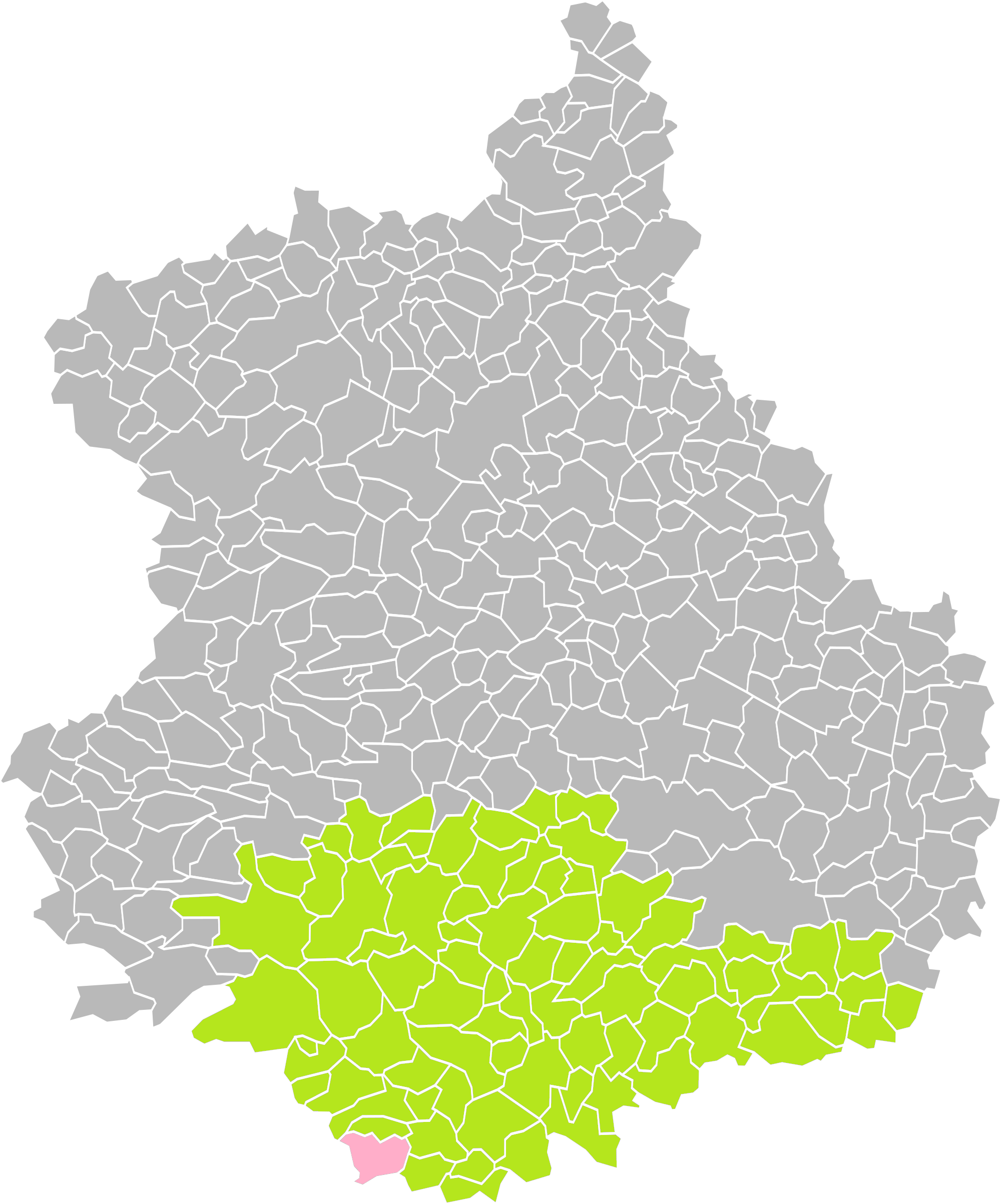
Cloyes-sur-le-Loir dans son arrondissement.
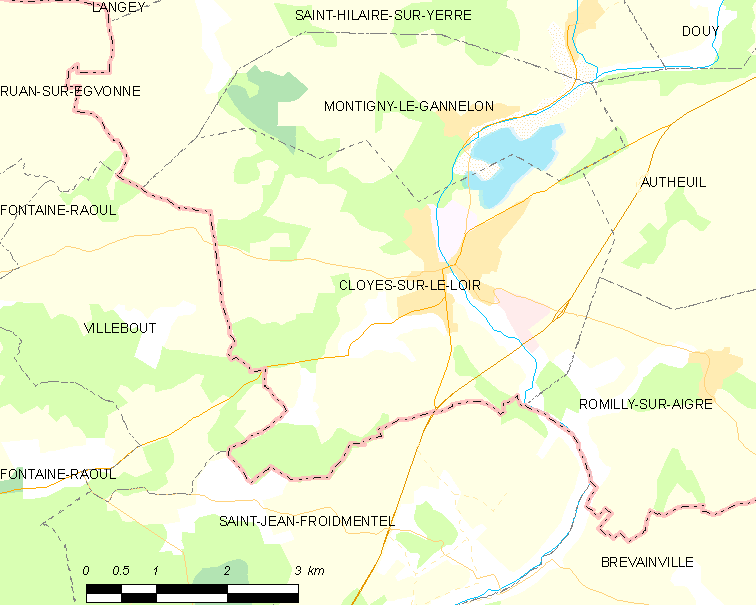
Carte de la commune de Cloyes-sur-le-Loir.

### Communes et département limitrophes
| Saint-Hilaire-sur-Yerre  | Montigny-le-Gannelon                  | Autheuil          |
| Villebout (Loir-et-Cher) | Cloyes-sur-le-Loir                    |                   |
|                          | Saint-Jean-Froidmentel (Loir-et-Cher) | Romilly-sur-Aigre |

### Hydrographie
La commune accueille, au sud de la ville, le point de confluence de la rivière Egvonne avec le Loir, sous-affluent du fleuve la Loire par la Sarthe et la Maine.
La commune bénéficie depuis 1850 d'une station hydrologique sur le Loir : la hauteur maximale instantanée, relevée à Cloyes-sur-le-Loir le 12 mars 2013, est de 0,891 m.

## Toponymie
Selon une théorie, déjà fort ancienne, de nombreux toponymes, analogues à Cloyes ou Clayes , auraient Cleta, terme celtique, pour origine. Jadis Cloie (mot du XIIe siècle), remonte bien à Cleta (claie, lieu clos) fabriqué à partir, le plus souvent, de l'entrelacement de lames de bois, mais également de brins d'osier.
Le Loir est une rivière du centre-ouest de la France, dans les quatre départements d'Eure-et-Loir, de Loir-et-Cher, de Maine-et-Loire, de la Sarthe, dans les deux régions Centre-Val de Loire et Pays de la Loire.

## Histoire

### Moyen Âge
L'ancien prieuré bénédictin de l'abbaye de la Sainte-Trinité de Tiron fut fondé en 1115. L'église de Cloyes servit de halte aux pèlerins de Saint-Jacques-de-Compostelle[réf. nécessaire]. En 1212, le jeune berger Estienne rassembla des jeunes (ou pauvres) de la région pour ce que l'on appela la Croisade des enfants. Légende ou réalité, Estienne de Cloyes est longuement intégré dans le documentaire La croisade des enfants de Martin Papirowski (de) en 2020.

### Époque moderne
Cloyes-sur-le-Loir fut érigée en ville par François Ier en 1545[réf. nécessaire].

### Époque contemporaine
Émile Zola s'inspira du lieu où il séjourna et de Romilly-sur-Aigre (Rognes) pour son roman la Terre[réf. nécessaire].

Entre le 29 janvier et le 8 février 1939, plus de 2 000 réfugiés espagnols fuyant l'effondrement de la Guerre civile espagnole, arrivent en Eure-et-Loir. Devant l'insuffisance des structures d'accueil (le camp de Lucé et la prison de Châteaudun rouverte pour l’occasion), 53 villages sont mis à contribution, dont Cloyes-sur-le-Loir. Les réfugiés, essentiellement des femmes et des enfants (les hommes sont désarmés et retenus dans le sud de la France), sont soumis à une quarantaine stricte, vaccinés, le courrier est limité, le ravitaillement, s'il est peu varié et cuisiné à la française, est cependant assuré. Une partie des réfugiés rentrent en Espagne, incités par le gouvernement français qui facilite les conditions du retour, mais en décembre, 922 ont préféré rester et sont rassemblés à Dreux et Lucé.
Le 1er janvier 2017, Cloyes-sur-le-Loir est intégrée à la commune nouvelle de Cloyes-les-Trois-Rivières dont elle devient le chef-lieu, avec statut de commune déléguée.

## Politique et administration

### Liste des maires
| Période                                  | Période          | Identité                  | Étiquette         | Qualité                                                                                                   |
| ---------------------------------------- | ---------------- | ------------------------- | ----------------- | --- |
| 1900                                     | 1913             | Eugène Frédéric Maudemain |                   | Instituteur                                                                                               |
| 1913                                     | 1919             | Émile Alloin              |                   | Pharmacien                                                                                                |
| 1919                                     | 1923             | Joseph Metrot             |                   | Percepteur des contributions directes Conseiller d'arrondissement                                         |
| 1923                                     | 1929             | Auguste Legrand           |                   | |
| 1929                                     | 1941             | Jean Gautier              |                   | Ferrailleur, conseiller d'arrondissement                                                                  |
| 1941                                     | 1944             | Alfred Bellargent         |                   | Directeur d'école normale                                                                                 |
| 1944                                     | 1945             | Estave Clotaire Joseph    |                   | Vétérinaire                                                                                               |
| 1945                                     | 1947             | Robert Émile Perche       |                   | Boulanger                                                                                                 |
| 1947                                     | 1969             | Yves Hervé                | Rad.              | Commerçant Conseiller général de Cloyes-sur-le-Loir (1951 → 1953)                                         |
| 1969                                     | 1974             | Jacques Jouvelet          |                   | Docteur en médecine                                                                                       |
| 1974                                     | mars 1983        | André Viron               |                   | Agent d'assurance                                                                                         |
| mars 1983                                | juin 1995        | Raymond Conard            | DVD               | Commerçant                                                                                                |
| juin 1995                                | mars 2001        | Jacques Jouvelet          |                   | Docteur en médecine                                                                                       |
| mars 2001                                | 31 décembre 2016 | Philippe Vigier           | UDF puis UDI (NC) | Pharmacien Député d'Eure-et-Loir (4e circ.) (2007 → ) Président de la CC des Trois Rivières (2001 → 2016) |
| Les données manquantes sont à compléter. |                  |                           |                   | |

### Liste des maires délégués
| Période          | Période          | Identité        | Étiquette | Qualité                                                             |
| ---------------- | ---------------- | --------------- | --------- | ------------------------------------------------------------------- |
| janvier 2017     | 4 septembre 2017 | Philippe Vigier | UDI       | Pharmacien Député de la 4e circonscription d'Eure-et-Loir (2007 → ) |
| 4 septembre 2017 | 15 mars 2020     | Claude Martin   |           | Chef d'entreprise retraité                                          |

### Politique environnementale

#### Cadre de vie
Dans son palmarès 2016, le Conseil National des Villes et Villages Fleuris de France a attribué trois fleurs à la commune au Concours des villes et villages fleuris.

### Jumelages
Hatzfeld (Allemagne)

## Population et société

### Démographie
L'évolution du nombre d'habitants est connue à travers les recensements de la population effectués dans la commune depuis 1793. À partir du 1er janvier 2009, les populations légales des communes sont publiées annuellement dans le cadre d'un recensement qui repose désormais sur une collecte d'information annuelle, concernant successivement tous les territoires communaux au cours d'une période de cinq ans. 
Pour les communes de moins de 10 000 habitants, une enquête de recensement portant sur toute la population est réalisée tous les cinq ans, les populations légales des années intermédiaires étant quant à elles estimées par interpolation ou extrapolation. Pour la commune, le premier recensement exhaustif entrant dans le cadre du nouveau dispositif a été réalisé en 2007,.
En 2014, la commune comptait 2 833 habitants, en évolution de +5,24 % par rapport à 2009 (Eure-et-Loir : +1,94 %, France hors Mayotte : +2,49 %).
| 1793  | 1800  | 1806  | 1821  | 1831  | 1836  | 1841  | 1846  | 1851  |
| ----- | ----- | ----- | ----- | ----- | ----- | ----- | ----- | ----- |
| 1 404 | 1 587 | 1 512 | 1 768 | 1 984 | 2 160 | 2 324 | 2 650 | 2 687 |

| 1856  | 1861  | 1866  | 1872  | 1876  | 1881  | 1886  | 1891  | 1896  |
| ----- | ----- | ----- | ----- | ----- | ----- | ----- | ----- | ----- |
| 2 530 | 2 456 | 2 625 | 2 366 | 2 336 | 2 317 | 2 464 | 2 378 | 2 341 |

| 1901  | 1906  | 1911  | 1921  | 1926  | 1931  | 1936  | 1946  | 1954  |
| ----- | ----- | ----- | ----- | ----- | ----- | ----- | ----- | ----- |
| 2 183 | 2 228 | 2 227 | 2 004 | 2 059 | 1 874 | 1 945 | 2 226 | 2 074 |

| 1962  | 1968  | 1975  | 1982  | 1990  | 1999  | 2007  | 2012  | 2014  |
| ----- | ----- | ----- | ----- | ----- | ----- | ----- | ----- | ----- |
| 2 315 | 2 478 | 2 552 | 2 653 | 2 593 | 2 636 | 2 641 | 2 761 | 2 833 |

### Manifestations culturelles et festivités
- Chandeleur dans la rue : tous les ans en février, organisée par l'association Loups et Confettis
- Carnaval participatif : tous les ans, en mars, organisé par l'association Loups et Confettis.
- Bal festif : tous les ans, en novembre, organisé par l'association Loups et Confettis.
- Grande brocante et vide-greniers du 8 mai organisé par l'U.C.I.A du Pays Cloysien[18].
- Les Estivales : concerts gratuits sous le kiosque du parc Émile-Zola de juillet à mi-septembre organisés par la municipalité.

## Économie
- Sur la commune est basée une usine de l'allemand Vorwerk, qui produit l'essentiel de ses robots cuiseurs à succès Thermomix et emploie plus de 300 personnes[19].

## Culture locale et patrimoine

### Lieux et monuments

#### Édifices religieux

##### Église Saint-Georges
L'église Saint-Georges est en partie romane. Son clocher date du XVe siècle  Inscrit MH (1927), l'abside du XIIe siècle a été restaurée. On peut y voir une statue de saint Jacques en pierre du XIIe siècle ainsi qu'un Christ en bois du XVIe siècle.

L'église Saint-Georges
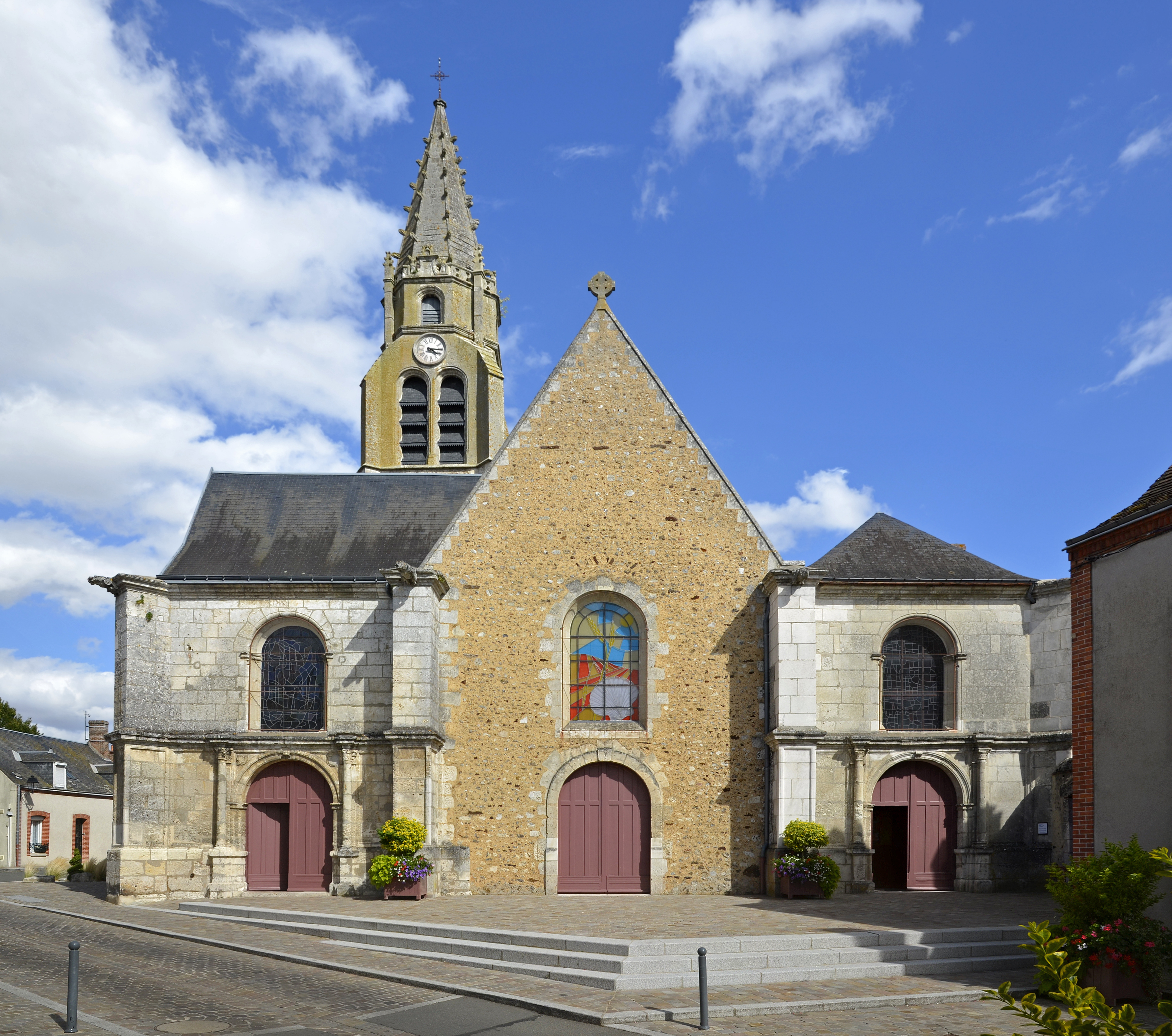
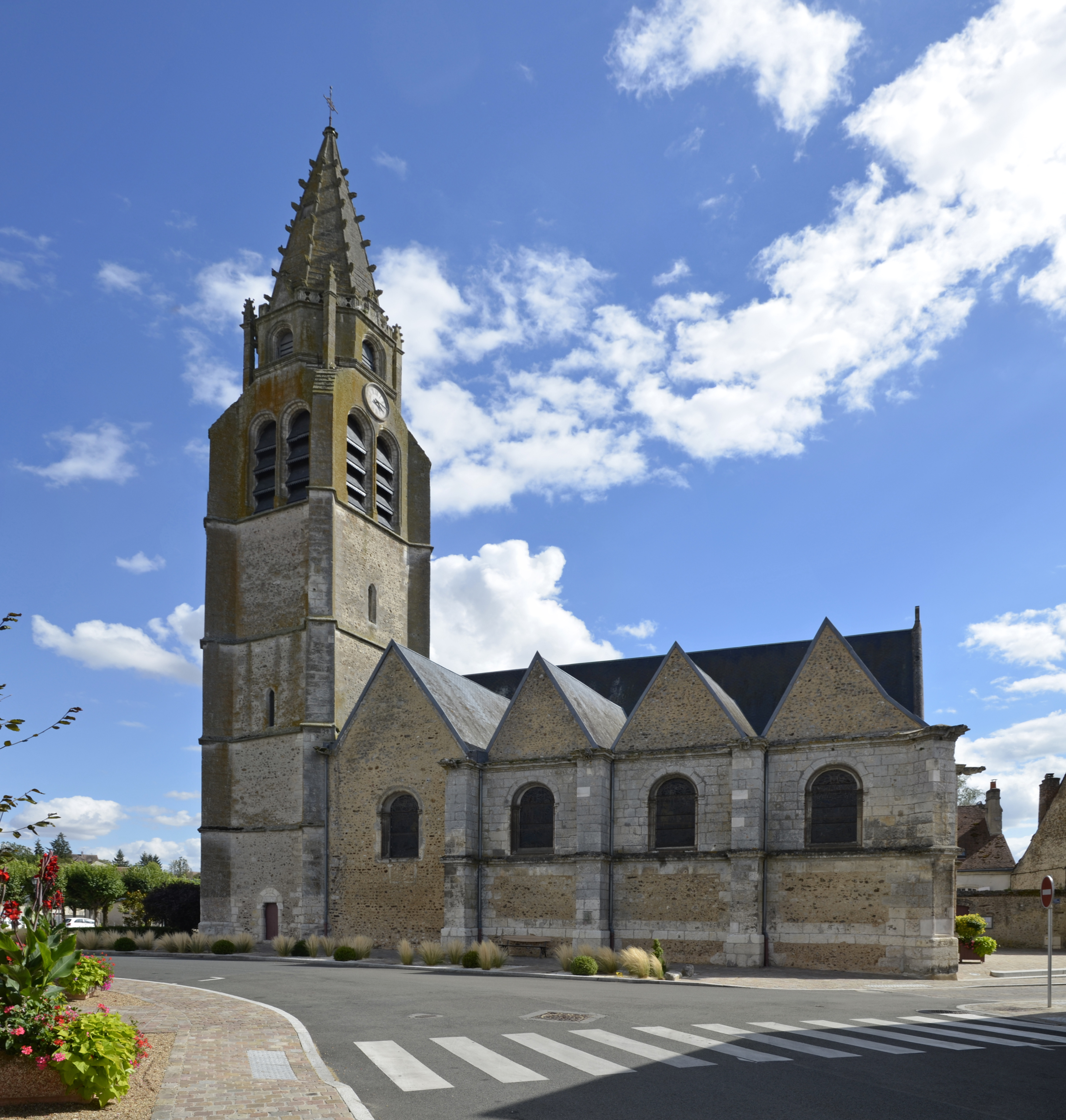
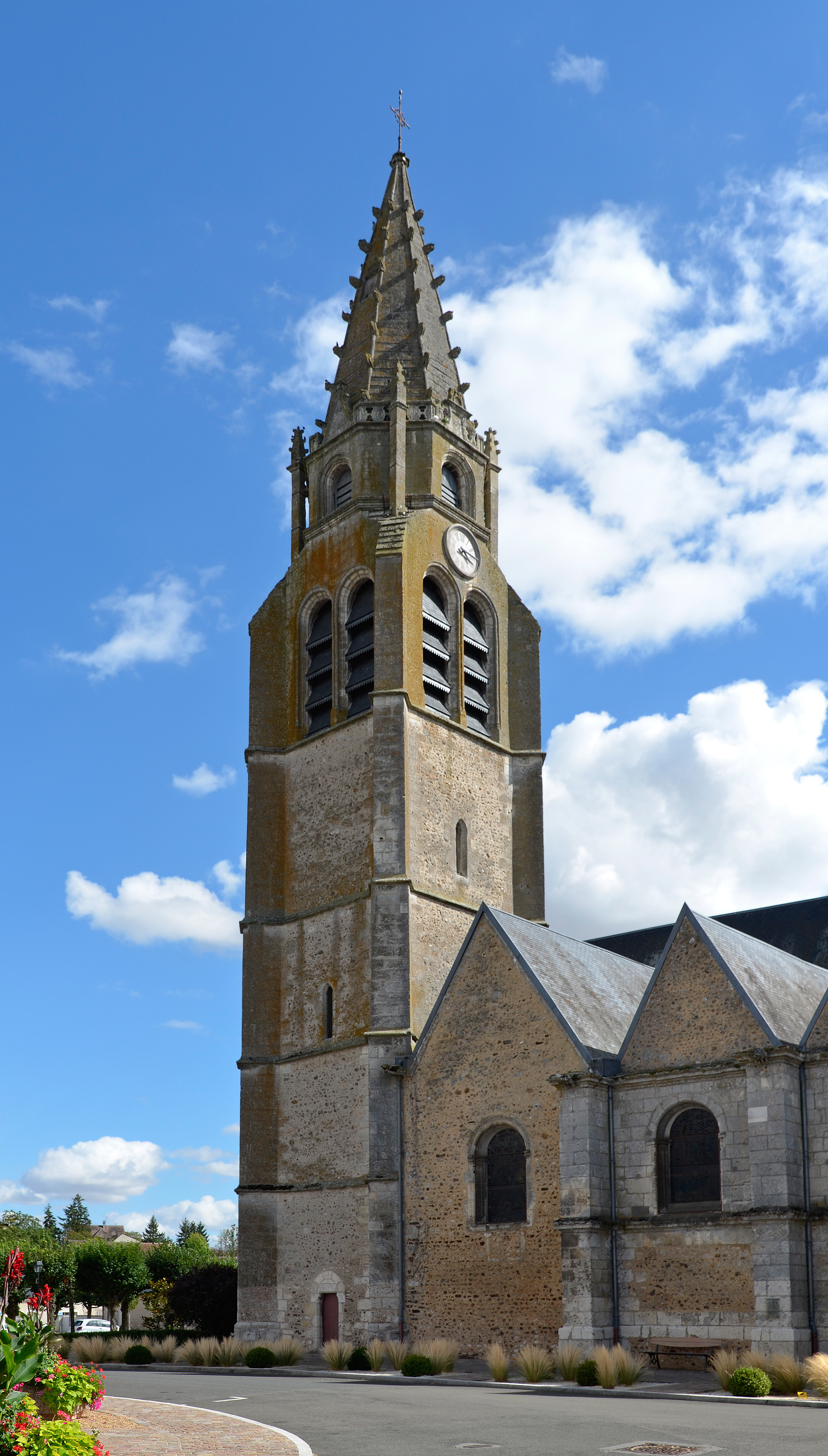

##### Ancien prieuré de Notre-Dame d'Yron
Inscrit MH (1929).
L'ancien prieuré de Notre-Dame d'Yron des XIIe et XIIIe siècles dépendait de l'abbaye de la Sainte-Trinité de Tiron, située à Thiron-Gardais.
Il possède une nef unique à bardeaux de bois. Les peintures murales des XIIe et XIVe siècles ont été restaurées au XXe siècle.

Ancien prieuré de Notre-Dame d'Yron
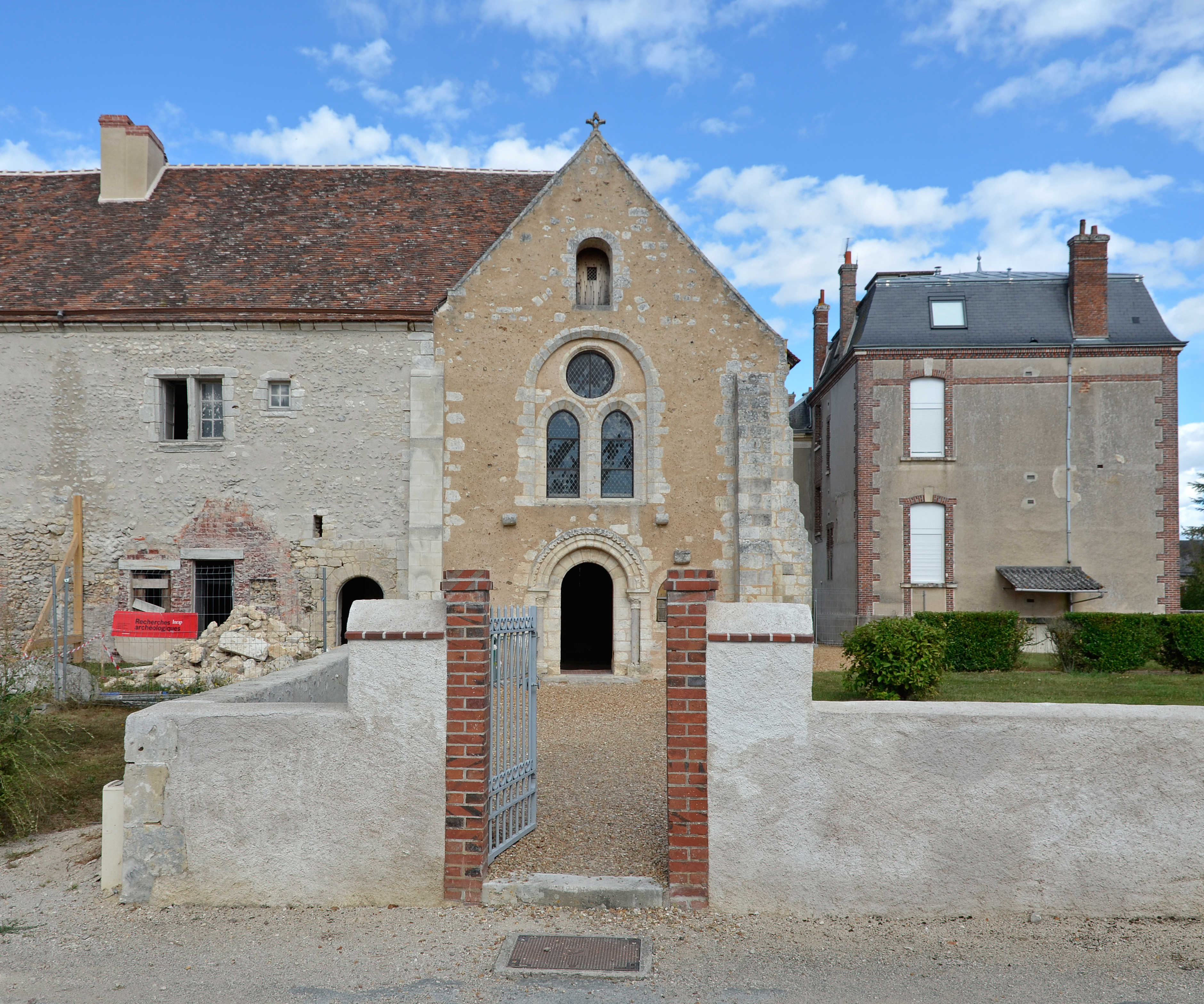
Entrée.
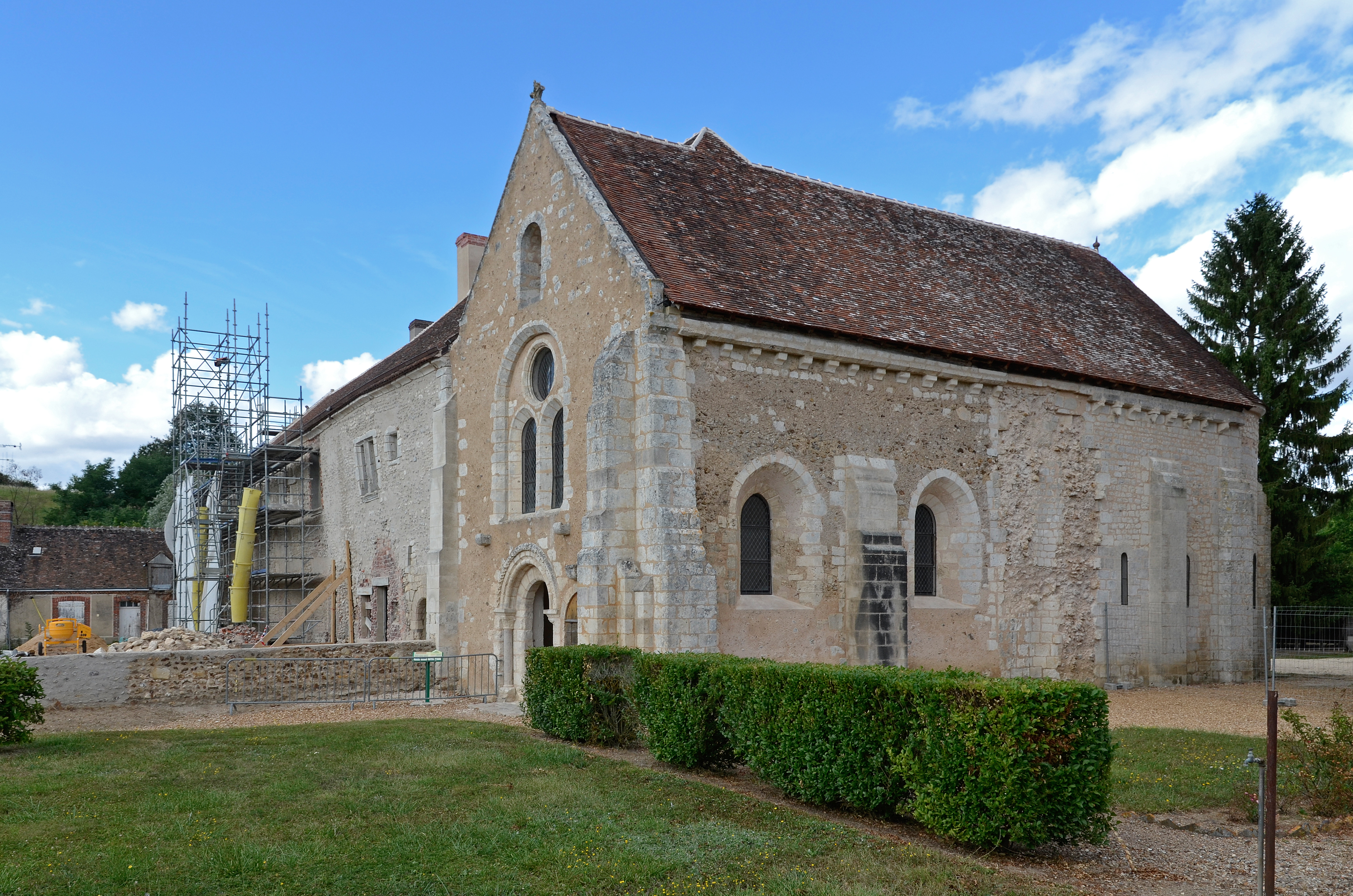
Vue du prieuré depuis le jardin.
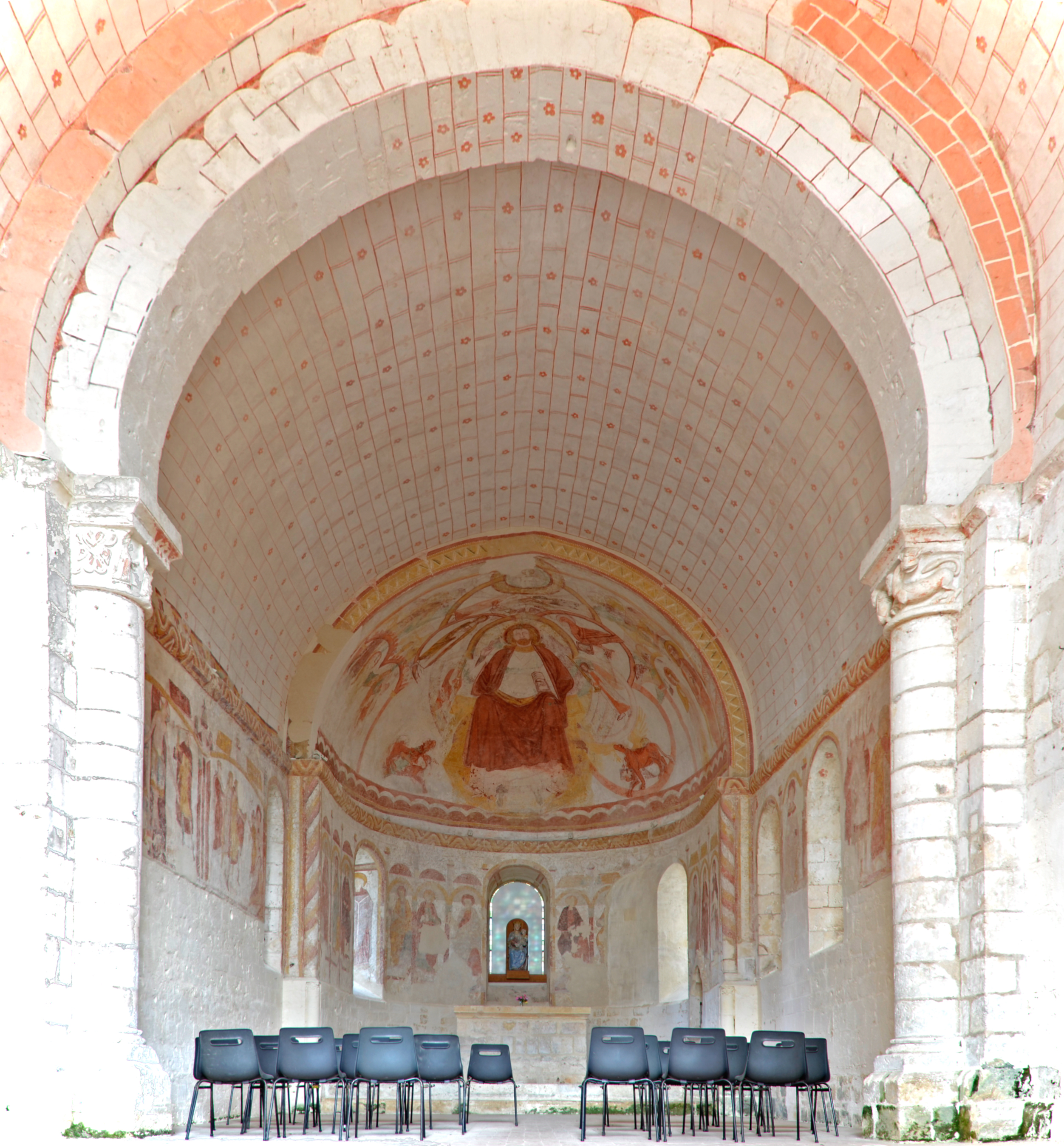
Chapelle du prieuré.
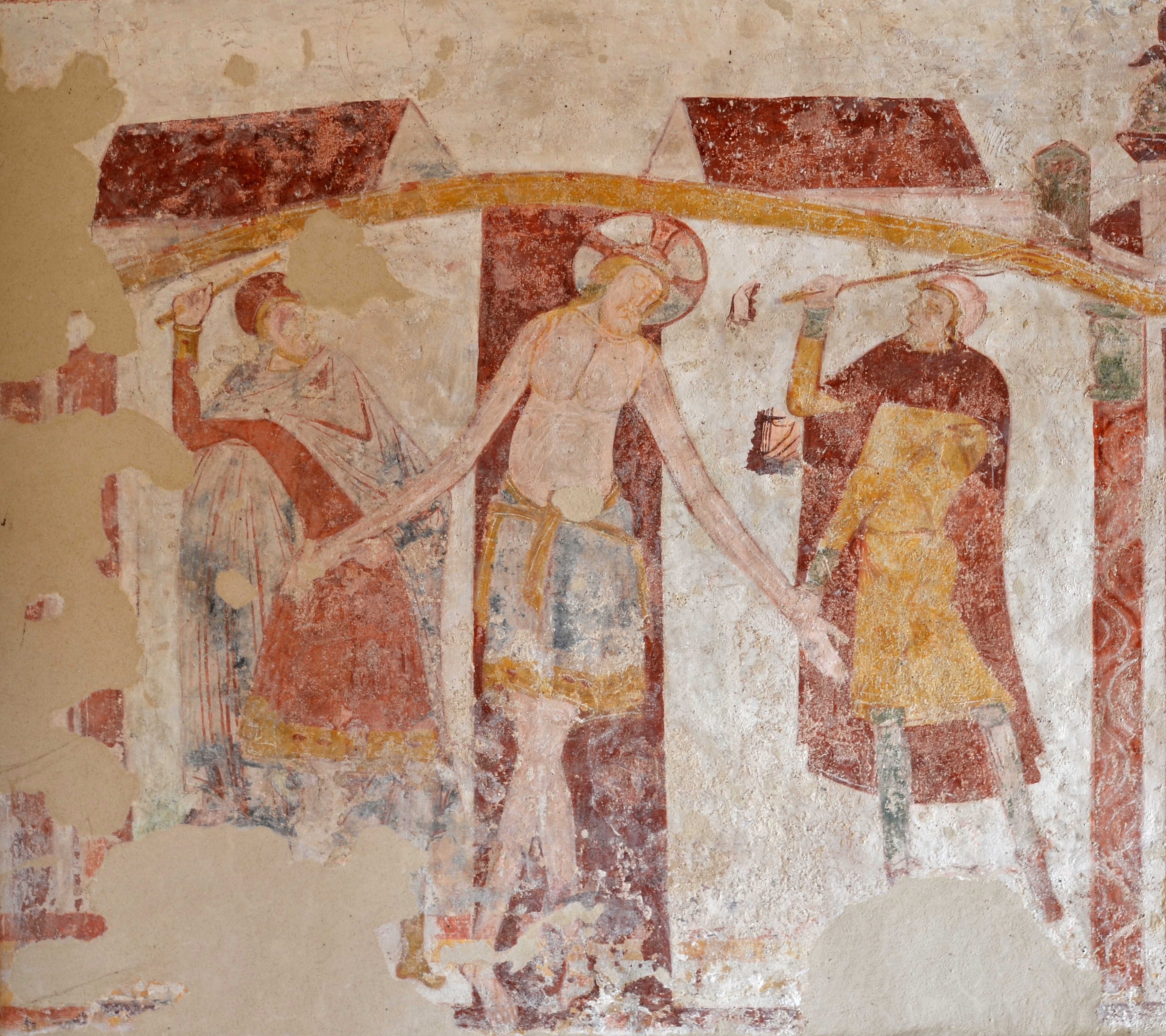
Peintures murales de la chapelle.

#### Édifices civils
- Château de Bouville.

- Four à chaux, rue Jean-Chauveau (propriété privée), important four à chaux industriel de la fin du XIXe siècle, installé à flanc de coteau, parfaitement conservé et entretenu par ses propriétaires, sa cheminée et son gueulard sont visibles plus haut, avenue du 11-Novembre, en face du cimetière communal.

### Personnalités liées à la commune
- Pierre Louis François Silly (1747-1809), général de brigade de la Révolution française, mort à Cloyes-sur-le-Loir ;
- Charles d'Argent de Deux-Fontaines, (1789-1852), militaire et homme politique français, maire de Cloyes de 1841 à 1848, mort au château de Bouville le 8 octobre 1852 ;
- Jean-François-Albert du Pouget de Nadaillac (1818-1904), anthropologue et paléontologue, qui mourut au château de Rougemont ;
- Henri Mignot-Bozérian (1878-1938), homme politique français né le 4 juillet 1878 à Cloyes et mort à Autheuil ;
- Paul Hillig (1900-1942), négociant, président de La Cloysienne et des Enfants du Loir, mort à Auschwitz[21].

### Héraldique
|  | Les armes de la commune se blasonnent ainsi : d’or au léopard de sable. |

### Filmographie
- 1921 : La Terre d'André Antoine